# 简化字
简化字指在中华人民共和国汉字简化过程中已经被简化了的汉字，与繁体字相对。在不同的语言背景之下，简化字经常被俗称为简体字、简笔字、俗体字，或被蔑称为殘體字。由于仍有大多数汉字并未被简化，这类汉字在中国大陆的规范名称为傳承字。
简体中文（網頁語言代碼：zh-Hans），與繁體中文相對，是使用未被简化的传承字以及简化字作为字汇的一种书面表达方式，常在中國大陸、新加坡、馬來西亞、缅甸佤邦等地，以及联合国、世界银行等国际组织使用。
这些简化字是根据《汉字简化方案》中的規則把传统中文中的一些汉字进行简化、合併、改造、新創而來，以及蒐集在中國歷史文獻中已有的異體字、俗字、潦草字、書法連寫、書法簡寫、古字而來的。
1977年颁布的二简字造成了一些混乱，不受人们欢迎，在1986年撤回。
2009年5月，中华人民共和国教育部和国家语言文字工作委员会开始就修改后的简体字表征询公众意见。《通用規範漢字表》于2013年9月正式实施，收录2574个简化字。

## 历史
1920年，钱玄同在《新青年》上發表了《減省漢字筆畫的提議》。1931年，「中國新文字第一次代表大會」在海參崴舉行，中國共產黨代表瞿秋白、吳玉章等人与蘇聯共同草擬「北方話拉丁化新文字」，并发表了中苏双方13条共同宣言，其中强调“中国漢字是古代封建社会的产物，成了统治阶级压迫劳苦群众的工具之一”， 因此“要根本废除象形文字，以纯粹的拼音文字代替”，并“反对用象形文字的笔划来拼音或注音”。宣言还明确“反对中国资产阶级的所谓统一国语运动”。 
1923年，胡适在《国语月刊·汉字改革号》的《卷头言》中说：“这二千年的中国的小百姓不但做了很惊人的文法革新，他们还做了一件同样惊人的革新事业：就是汉字形体上的大改革，就是‘破体字’的创造与提倡。”
1934年12月，鲁迅在《关于新文字》一文中写道：“方块字真是愚民政策的利器……汉字也是中国劳苦大众身上的一个结核，病菌都潜伏在里面，倘不首先除去它，结果只有自己死。”鲁迅于1936年10月更坚决地说：“汉字不灭，中国必亡。”理由是：“因为汉字的艰深，使全中国大多数的人民，永远和前进的文化隔离，中国的人民，决不会聪明起来，理解自身所遭受的压榨，理解整个民族的危机。”
到了1935年，中華民國教育部发布了第11400号部令，公布了《第一批簡體字表》。然而，仅仅一年之后，该方案就因为遭到中國國民黨元老戴季陶的强烈反对而作罢。戴季陶称推行简体字是比亡国灭种还可怕的事。中華民國教育部在行政院的命令下，训令暂不推行简体字。与此同时在解放区，群众自发采用并创造了许多简体字，例如「辽、远、拥、护、开、关、运、动、奋、斗、敌、卫、胜、艺、习、团」等，这些字习惯上被叫作「解放字」。 
中华人民共和国成立后，简化汉字的进程加速推进。1952年，在中央教育部的筹划下，中国文字改革研究委员会成立。中國科學院語言研究所俄籍顧問謝爾應琴柯（Selchiuchinko）在该委员会会议上指示：“严格的拼音原則是採用中國共產黨員在蘇聯創制的那套拼音文字是最合理的”。1953年，文字改革研究委员会汉字整理组成立，开始着手拟定《常用汉字简化表草案》，专家们以普遍通行的简体字为主，辅以草书楷化的方法，选定了700个简体字，拟出第一稿。 但是，毛泽东看过后并不满意，他指出：“700个简体字还不够简，作简体字要多利用草体，找出简化规律，作出基本形体，有规律地进行简化。汉字的数量也必须大大减缩，一个字可以代替好几个字，只有从形体上和数量上同时精简，才算得上简化。”由于漢字难以在短时间内完全改为拼音文字，文字改革委员会预计会有一段新旧文字并用的过渡时期，因此决定通过破坏漢字形體、削弱漢字效用，以简化字创造漢字内部利于拼音化的条件。  
1954年12月，中国文字改革研究委员会改组为中国文字改革委员会（简称文改会），直属于国务院。随后，文改会在1955年公布了《漢字簡化方案草案》，其中包含三个表：〈798個漢字簡化表〉、〈擬廢除的400個異體字表〉、〈漢字偏旁手寫簡化表〉。其中第二表就是其後分拆出的《第一批異體字整理表》的草案。 〈漢字簡化方案草案說明〉中指出：“通过这个草案的讨论，我们希望大家共同努力研究中国文字改革问题，为今後進一步整理漢字和實行拼音文字創造更有利的條件。” 同年，文改会在《汉字简化方案草案说明》中再次强调漢字难以在短时间内完全改为拼音文字，即使在开始实行拼音文字后，仍会有一个新舊文字并用的过渡时期，汉字仍然是一定时期内必须使用的重要工具，并提出了三种简化汉字的方法：笔画、字数、写法。 1956年1月28日，中华人民共和国国务院全体会议第23次会议通过《关于公布汉字简化方案的决议》，并将《汉字简化方案》全文发表在1月31日的《人民日报》上。 然而，汉字简化方案的推行并非一帆风顺，一些人对这项改革提出了质疑。1958年，周恩來發表了《當前文字改革的任務》報告，指責「一些右派份子對文字改革進行了惡毒的攻擊，說漢字簡化搞糟了，群眾都反對，要國務院收回成命，把《漢字簡化方案》撤回」。 他表示漢字簡化「是符合群眾利益並且受到群眾熱烈歡迎的好事」，「應該給以堅決支持」。
1964年5月，中国文字改革委员会出版《简化字总表》，该表共收录2236字，其中第一表是352个不作偏旁使用的简化字，第二表是132个可作简化偏旁的简化字，第三表是由第二表类推的1754字。自1976年起，新加坡教育部发布的汉字简体字表也与中国大陆的简化字完全相同。
为了进一步简化汉字，中华人民共和国政府在1977年公布了《第二次汉字简化方案（草案）》，方案中新增的简化字被称为“二简字”。但是，“二简字”在实际应用中出现了不少问题，最终在1986年被国务院废止，同年10月10日，中华人民共和国政府重新发表了《简化字总表》，刊载在10月15日的《人民日报》上，共收录2274个简化字及14个简化偏旁，赟（贇）等类推简化的生僻字没有收录，“叠（疊）”、“覆”、“像”、“囉”（类推简化为“啰”）不再简化为“迭”、“复”、“象”、“罗”。新加坡教育部也于1993年对1976年颁行的《简体字总表》进行修订，使之与1986年中国重新发表的《简化字总表》一致。
2013年，中華人民共和國國務院公布了《通用規範漢字表》，其中包含8105个简化字，并附有《规范字与繁体字、异体字对照表》，规定社会一般应用领域的汉字使用，以《通用规范汉字表》为准。

## 簡化方法
有許多簡化字並不依從漢字原來的六書系統。然而簡化字也不是一個獨立的、新的系統，依賴對繁體字之改造，因此也不能完全脫離於六書系統自成體系。整體來說，在制訂簡化字的過程中，採用了“字型結構簡化”、“类推簡化”、“廢除異體字”、“採用新字形”等方法。

### 简化原则
简化字的原则最早可追溯到錢玄同于1922年提出的简化原则，其八项简化原则为：假借字、形声字、草書楷化、特徵字、輪廓字、会意字、符号字及偏旁類推字。虽然这些原则并非钱玄同原创（比如在颜真卿和皇象的书法作品中，这些简化字都曾经出现），并且頗為籠統、尚不能涵括實際的漢字簡化方法，但這些原則頗具代表性，簡化字政策亦採用了不少。
中華人民共和國現行簡化字研訂時所採用的原則如下：
- 从俗从简
- 規範化

1. 消除異體字
2. 突出形聲特性
3. 盡量保留表意特性

- 稳定性
- 实用性
- 适当的艺术性

1952年，中国文字改革研究委员会确定以“述而不作”作為漢字簡化的原則。同年，毛泽东指出「简化」不只是字體形象上簡化，更要合併漢字，減少規範漢字的數量。

### 合併簡化
有不少字简化时被合并至另一字，具体有三类情况：
1. 用简单的古字代替現代的字。
2. 用一个新的简化字代替多个文字。
3. 將部分字合併，将某字部分意义換到另一个笔画简单的字上，该字其他意义保留。

另外汉字简化有时将字源和意义不相关、读音不同、历史上很少用的罕見字进行合并。
許多繁簡轉換的軟體，在簡轉繁無法正確地轉換。常見轉換失敗或錯誤的字有「后」、「干」、「复」，因此許多情況下，簡轉繁的文章仍可識別原文是簡化字，上述列表列舉了一些漢字及其本義，「被合併的字」列出了該字可能對應的繁體字（不包括其自身），簡化後右邊的字被左邊的代替，左邊的字兼具本義和被合併漢字的意義，不少字的本來音義被遺忘。

### 草書楷化
在中華人民共和國成立後的漢字簡化方案中，有一部分字體則是根據草書字型進行楷化。例如：魚（鱼），樂（乐）則是根據草書進行楷化，例如草書中的魚字省去了四點水。另外也有偏旁部首亦是源於草書楷化，例如簡化字的言字旁“讠”。而在後期的簡化字體中例如“話”字被簡化為“话”。

## 计算机领域

### 編碼
简体中文（英語：Simplified Chinese，網頁語言代碼：zh-Hans，或網頁國家和地區代碼：zh-CN、zh-SG及zh-MY）传统上使用GB2312、GBK或GB18030编码，作为计算机术语在计算机媒介上被广泛使用，如各种软件操作界面或文档的“简体中文版”。而繁体中文（網頁語言代碼：zh-Hant，或網頁國家和地區代碼：zh-TW、zh-HK及zh-MO）通常使用“BIG5编码”，港澳亦有採用「BIG5-HKSCS編碼」，是另一个独立中文版本。除非採用UTF-8等Unicode编码，简体中文與繁體中文版本通常互不兼容。
「簡體字」是中華民國《第一批简体字表》所用的名稱（中華人民共和國官方的稱呼上一向是「簡化字」，參考《简化字总表》）。由於使用簡體中文软件的主要是中国大陆用户，故而这里的“簡體中文”事实上等同于“GB2312编码”或“GB18030编码”，意即絕大部份軟件的“簡體中文版”采用普通话的汉字编码，特别是IT术语的翻譯，与海外之简体中文也不尽相同。
中国大陸官方标准「汉字」的正式稱呼是「規範漢字」（包括簡化字和传承字），目前简化字主要在中国大陆、新加坡以及少部分东南亚的华人社区中使用。至于马来西亚，当地各大华文报刊和官方文字采取“简繁并用”，而当地华校则教授简体中文。需要注意的是中国大陆官方将简化之前的本字称作“繁体字”。由于人们对“简化字”、“简体字”与“简体中文”等术语的混淆，简体中文也常被泛指以「規範漢字」书写的现代标准汉语。
在中國大陸，大部分漢字並未被簡化而继续沿用，這些與繁體中文共通的漢字被称为传承字。

### 汉字编码字符集
简体中文自1980年代以来通常使用中華人民共和國國家標準總局公布的GB 2312-1980以及其后继的GBK和GB 18030-2000作为在计算机等电子通信设备上储存和交换汉字信息的编码系统。近年来CJK和与之向下兼容的Unicode跨语言编码集也逐渐得到广泛使用。GB 2312之后的大字符集均包含巨量繁体字，因而往往并非仅可供简体中文使用，但在套用字體時默認會使用簡體中文的默認字體，因而字型筆畫等往往遵循中國大陸標準。

### HTML标准
万维网联盟建议使用zh-Hans这一语言标签作为语言属性的值和Content-Language的值，以指明网页使用的是简体中文。

## 傳承字

### 與簡體、繁體的區別
廣義上是指歷史上流傳下來（主要是隸變之後的楷書字體）沿用至今的漢字，有兩千多年的歷史，對於香港、澳門和台灣而言，「傳承字」即為正在使用的傳統漢字；狹義上是指未被《簡化字總表》簡化的漢字，中國大陸目前主要使用的規範漢字主要包括簡化字和未經簡化的傳承字（但使用新字形）。例句「工欲善其事，必先利其器」，字形未经简化，全是傳承字（不考慮冷僻字）。
嚴格來講，「繁體字」這個詞只在一個字存在簡化字時使用，如某漢字無對應的簡化字，則屬於傳承字範疇。但在某些時候，港澳台通行字體會被籠統的稱為「繁體字」；大陸規範漢字（包括簡化字和未被簡化的傳承字）會被籠統的稱為「簡體字」。並非所有常被稱作「繁體字」的傳統漢字都比簡化字更繁複，所謂「一簡多繁」中還有很多這種例子。

### 特點
- 初現於漢代的楷書的書寫結構，之後結構變化少，沿用至今。
- 繁體字在中國大陸一直是正式文字直到出台《简化字总表》，經官方公佈法案，以簡化字和未被整理简化的传承字为规范汉字。
- 繁體字目前通行於臺灣、澳門和香港以及海外，特別是美國、歐洲與大洋洲和印度洋上島國的一些華人社區。
- 在中國大陸地區和新加坡一部分民眾可對繁體字完整閱讀，但書寫多用簡化字。
- 在馬來西亞，大部分華人可對繁體字完整閱讀，但書寫多用簡化字。
- 大五碼為繁體中文最常用的電腦編碼；常用的簡體中文編碼為GB 2312、GBK或GB 18030。在GB 18030和Unicode下可以同時使用繁體字、簡化字和傳承字。

在文字學上，繁體字較可以符合中文字的六書裡，屬於獨體造字法的象形與指事，與屬於合字造字法的會意和形聲，這四種造字原則。部分簡化字則較難直接表達出中文字的此一特性。在教育与文化上，繁体字存在的主要问题是笔画繁多、异体杂陈。给汉字的学习和使用带来了很大的困难，影响了教育的普及和文化的发展。

## 影响
按照中华人民共和国政府的法律规定，简化字已取代繁体字成为中国大陆的规范汉字，而繁体字、異體字则被定为不规范汉字。日常使用汉字，字形要以《现代汉语通用字表》公布的7千多个汉字为依据，包括簡化字和未被簡化的傳承字，而繁体字（收錄於該表的附表）不在这7千多个汉字之列。《中华人民共和国国家通用语言文字法》第十七条规定下列情形可以保留或使用繁体字、异体字：
1. 文物古迹；
2. 姓氏中的异体字；
3. 书法、篆刻等艺术作品；
4. 题词和招牌的手书字；
5. 出版、教学、研究中需要使用的；
6. 经中华人民共和国国务院有关部门批准的特殊情况。[27]

聯合國的正式中文文件记录一度以繁體中文为正式语文之一，但自1971年中华人民共和国取代中华民国的中國席位之後，简化字作为联合国的正式语文。基于中華人民共和國的國際地位，世界卫生组织、世界气象组织等其他国际组织也采用简化字。大多数国家因与中華人民共和國有外交关系，也接受了简化字和普通话作为中文规范。
新加坡在1969年曾推出自己的《简体字表》（有别于中国字形），新加坡于1974年正式采用了中华人民共和国颁布的《简化字总表》，马来西亚的汉字简化工作稍晚于新加坡，在1981年2月出版了《简化字总表》。
缅甸佤邦的官方文字为简体中文。
繁体字在简化字普及前曾经是汉字在海外华人圈中主流，唐人街上的商業招貼及中文媒体、汉语教学曾一律使用繁体字。《环球时报》引述，中華人民共和國改革開放以前，美国的漢語教學一直延续着繁体字的传统。改革开放后，第一批大陆留美博士毕业，他们开始编写简化字的中文教材。截止2006年，美国2300多所高中开办中文“先修课程”，采用简化字的比率已有一半。
半个世纪以来近30年，外国人学习中文基本使用简化字。1990年后，中国教育机构推出一系列面向外国非中文使用者的汉语水平考试（HSK，被称为“汉语托福”），以简体中文为标准。
港台俗字大多來自民間流傳的簡筆字或古字，其中有一些与日本新字体以及簡化字相同或相似。日本除了官方簡化的新字體外，民間也有使用不規範的用於速記。曾有人建議統一中日簡字，但因種種原因未能實現。

日本略字

## 名詞解釋
- 简化字：以中华人民共和国1964年公布、1986年修订的《简化字总表》为标准，通常与“繁体字”相对应。
- 简体字：历史上指代笔画较少的俗體字，现代多指以《简化字总表》为基础的简化汉字，与简化字在现代汉语语境中可视为同义。
- 简体中文：在现代数字环境中，指以简化字为基础的汉语书写系统。

微软的Windows操作系统为中国大陆定制的简体中文版常使用“GB2312”和“GB18030”编码，其所用字体皆以简化字为基准。

## 争议与评价
支持簡化字的人士通常主張簡化字的字形一些是古來有之，如「云」與「雲」本義相同，是異體字的關係，並主要來自于行书与草书的楷书化、許多偏旁等來自草書，其類推簡化字也因而來自草書。
反對者認為簡化字只是借用了古有之字的字形，而未必沿用了該字的本意，因而不能認為是古以有之，如「廣」和「广」本是兩不同的字，後者卻被用作前者的簡化字，而草書楷化僅流行民間，並未作爲正字收錄在官方辭書，本質還是在造新字。

### 引用
1. ↑  《中文信息处理技术的现状与进展》张轴材主编 第12页
2. ↑  Simplified vs. Traditional Chinese—What’s the Difference? https://eriksen.com/language/simplified-vs-traditional-chinese （页面存档备份，存于）
3. ↑  . omniglot.com.   [2016-03-16]. （原始内容存档于2023-03-30） （英语）.
4. ↑  . china-language.gov.cn.   [2009-08-18]. （原始内容存档于2009-08-15） （中文）. Page about the list at the State Language Commission's website, including a link to a pdf of the list.
5. ↑  Renmin ribao. . 新华网. 2009-04-09  [2009-04-10]. （原始内容存档于2009-04-28） （中文）.
6. ↑  Xin jing bao. . 新华网. 2009-04-09  [2009-04-10]. （原始内容存档于2009-04-12） （中文）. Syndicated from 新京报, 2009-04-09. Accessed 2009.04.10.
7. ↑  Wu, Jing; Guo, Likun. . China View. August 12, 2009  [2009-08-17]. （原始内容存档于2009-08-16） （英语）.
8. 1 2 3  国务院关于公布《通用规范汉字表》的通知 （页面存档备份，存于），附件：1.规范字与繁体字、异体字对照表，2013年08月19日
9. ↑  第一次全國文字改革工作會議文件匯編，文字改革出版社，1957年，第68頁
10. ↑  . gdcss.gd.gov.cn.   [2025-01-23].
11. ↑  . www.chinanews.com.cn.   [2025-01-23].
12. 1 2  .   [2013-06-14]. （原始内容存档于2012-03-02） （中文（中国大陆））.
13. ↑  . www.cppcc.gov.cn.   [2025-01-23].
14. ↑  杜子勁，《中國文字改革論文集》，大眾書局，1950年，第184頁
15. ↑  张文忠，夏军编著. 语言文字规范十五讲[M]. 2019 第38页
16. ↑  张书岩、王铁昆、李青梅、安宁，《简化字溯源》，语文出版社，1956年，第18頁、第100-110页
17. ↑  汪學文，中共文字改革之概況及其對傳統文化之影響，《中共簡化漢字之影響》，第215-217頁
18. 1 2 3 4  . 北京日报. 2008年6月3日  [2011年12月2日]. （原始内容存档于2013年10月7日） （中文（中国大陆））.
19. ↑  中國語文雜誌社編，《簡化漢字問題》，中華書局，1956年，第98頁
20. ↑  中国文字改革委员会，《汉字简化方案草案说明——汉字简化的目的和方法》// 吴玉章等，中國語文雜誌社 中国语文丛书，《簡化漢字問題》，中華書局，1956年，第97-100頁
21. ↑  谢世涯副教授 新加坡汉字规范的回顾与前瞻。http://huayuqiao.org/articles/xieshiya/Simplified/5_XinJiaPoHanZiGuiFan-XP.htm （页面存档备份，存于）
22. ↑  .   [2013-06-16]. （原始内容存档于2013-10-17）. 第三表所收的是应用第二表的简化字和简化偏旁作为偏旁得出来的简化字。汉字总数很多，这个表不必尽列。例如有“车”旁的字，如果尽量地列，就可以列出一二百个，其中有许多是很生僻的字，不大用得到。现在为了适应一般的需要，第三表所列的简化字的范围，基本上以《新华字典》(1962年第三版，只收汉字八千个左右)为标准。未收入第三表的字，凡用第二表的简化字或简化偏旁作为偏旁的，一般应该同样简化
23. ↑  .   [2013-06-16]. （原始内容存档于2021-04-21）.
24. ↑  .   [2018-07-10]. （原始内容存档于2021-03-13）. 1935年8月国民政府教育部公布了《第一批简体字表》，一共收录了324个民间流传最广的俗字、古字和草书字。但因为有争议，第二年2月，《第一批简体字表》被收回，而民国《第一批简体字表》的两个说明是这样的：①简体字为笔画省简之字，易认易写，别于正体字而言，得以代繁写之正体字。②本表所列之简体字，包括俗字、古字、草书等体。
25. ↑  Richard Ishida (editor): Best Practice 13: Using Hans and Hant codes （页面存档备份，存于） in Internationalization Best Practices: Specifying Language in XHTML & HTML Content - W3C Working Group Note 2007年4月12日
26. ↑  . www.moe.gov.cn.   [2025-01-23].
27. ↑  《華夏文化》 （页面存档备份，存于），胡吉成。
28. 1 2 3  . 环球时报. 2006年4月12日  [2012年5月7日]. （原始内容存档于2013年10月7日） （中文（中国大陆））.
29. ↑  刘玉婷、李倩倩. . 中国青年报. 2008-04-01  [2011-05-15]. （原始内容存档于2020-06-23）.
30. ↑  潘钧. . 商務印書館. ISBN 978-7-100-09617-1 （中文（中国大陆））.
31. ↑  殷, 國光; 趙, 彤. . 北京: 中國人民大學出版社. 2015: 45. ISBN 978-7-300-22073-4.
32. ↑  竺, 家寧. . 臺北: 五南圖書出版公司. 1999: 377. ISBN 978-957-11-1910-6.

## 外部連結
- 方舟子，汉字简化之争（页面存档备份，存于）
- 韩敬体，谈我国的汉字简化问题（页面存档备份，存于）
- 宋柏尧，建国前的语文工作[永久]